# Christian Wein
Christian Wein (Barcelona, 6 juni 1979) is een voormalig hockeyer uit Duitsland, die speelde als middenvelder. Met de Duitse nationale hockeyploeg nam hij deel aan de Olympische Spelen 2000 in Sydney, waar de Duitse selectie op de vijfde plaats eindigde in de eindrangschikking.
Wein is afkomstig uit een hockeyfamilie. Zijn grootvader was in de jaren twintig een verdienstelijk atleet op de middenlange afstand, zijn vader Horst schopte het als hockeyer tot 22 interlands en was na zijn actieve loopbaan actief als hockeycoach. Zijn oom Jürgen speelde 27 keer voor de Duitse nationale hockeyploeg. Wein speelde clubhockey in Spanje voor Real Club de Polo. Hij maakte zijn debuut voor Duitsland op 31 oktober 1998 in de wedstrijd tegen Australië bij de Champions Trophy in Lahore. In totaal speelde hij 176 interlands voor zijn vaderland.

## Erelijst
- 1997 –  Wereldkampioenschap junioren in Milton Keynes
- 1998 –  Europees kampioenschap junioren in Posen
- 1998 – 6e Champions Trophy in Lahore
- 1999 –  Europees kampioenschap in Padova
- 2000 –  Champions Trophy in Amstelveen
- 2000 – 5e Olympische Spelen in Sydney
- 2001 –  Champions Trophy in Rotterdam
- 2002 –  WK hockey in Kuala Lumpur
- 2002 –  Champions Trophy in Keulen
- 2003 –  Europees kampioenschap in Barcelona
- 2004 – 5e Champions Trophy in Lahore

Clemens Arnold · 
Christoph Bechmann · 
Philipp Crone · 
Oliver Domke · 
Christoph Eimer · 
Björn Emmerling · 
Michael Green · 
Florian Kunz · 
Christian Mayerhöfer  · 
Björn Michel · 
Sascha Reinelt · 
Christopher Reitz · 
Ulrich Moissl · 
Christian Wein · 
Tibor Weißenborn · 
Matthias Witthaus · 
Coach: Paul Lissek